# Reprezentacja Bermudów w piłce nożnej mężczyzn
Reprezentacja Bermudów w piłce nożnej jest reprezentacją należącą do CONCACAF. Nigdy nie zagrała na mistrzostwach świata, a w Złotym Pucharze CONCACAF wzięła udział raz – w 2019 roku. Aktualnie (wrzesień 2008) drużyna zajmuje 129 miejsce w rankingu FIFA. Kadrę prowadzi rodzimy trener Keith Tucker. Prezydentem Bermuda Football Association jest Larry Mussenden, a wiceprezydentem Calvin Blankendal. BFA ma swoją siedzibę w stolicy kraju Hamilton pod adresem 48 Cedar Avenue P.O. Box HM 745 HAMILTON. Drużyna gra w jednolitych niebieskich strojach.
Bermudy zajmują obecnie (10 sierpnia 2011) 15. miejsce w CONCACAF oraz 117. w Rankingu FIFA.
Obecnie trenerami reprezentacji Bermudów są Andrew Bascome oraz Dennis Brown.

## Udział wMistrzostwach Świata
- 1930–1966 – Nie brały udziału
- 1970 – Nie zakwalifikowały się
- 1974–1990 – Nie brały udziału
- 1994 – Nie zakwalifikowały się
- 1998 – Wycofały się w trakcie kwalifikacji
- 2002–2022 – Nie zakwalifikowały się

## Udział wZłotym Pucharze CONCACAF
- 1991–1996 – Nie brały udziału
- 1998–2009 – Nie zakwalifikowały się
- 2011 – Nie brały udziału
- 2013 – Nie zakwalifikowały się
- 2015 – Nie brały udziału
- 2017 – Nie zakwalifikowały się
- 2019 – Faza grupowa
- 2021 – Nie zakwalifikowały się

## Udział wPucharze Karaibów
- 1989–1996 – Nie brały udziału
- 1997–2008 – Nie zakwalifikowały się
- 2010 – Nie brały udziału
- 2012 – Nie zakwalifikowały się
- 2014 – Nie brały udziału
- 2017 – Nie zakwalifikowały się
- 2019 – Awans